# Presbytis comata
Presbytis comata är en däggdjursart som först beskrevs av Anselme Gaëtan Desmarest 1822.  Presbytis comata ingår i släktet bladapor och familjen markattartade apor.
Inga underarter finns listade i Catalogue of Life. Wilson & Reeder (2005) skiljer mellan två underarter.
Denna primat är endemisk för ön Java där den förekommer i en större och tre isolerade mindre populationer. I bergstrakter når arten 2560 meter över havet men den är lika vanlig i låglandet. Presbytis comata vistas där i olika slags skogar. Födan utgörs främst av blad och dessutom äts frukter, frön och blommor.
Presbytis comata blir ungefär lika stor som andra bladapor. Den genomsnittliga vikten är för hannar och honor 6,7 kg. Pälsen har på ovansidan en gråaktig päls som beroende på utbredning är mer eller mindre mörk. Undersidan är allmänt ljusare och huvudet nästan svart. Kring ögonen och näsan saknas hår och huden där är likaså grå.
Individerna är aktiva på dagen. De bildar flockar av en könsmogen hanne, en eller flera honor och deras ungdjur. Större grupper kan ha 23 medlemmar. Det finns även blandade flockar med andra primater som Trachypithecus auratus.
Arten hotas främst av skogsavverkningar och i viss mån av jakt. Vissa delar av utbredningsområdet är nationalparker. IUCN kategoriserar arten globalt som starkt hotad.